# Hogna
Hogna là một chi nhện trong họ Lycosidae.

## Hình ảnh

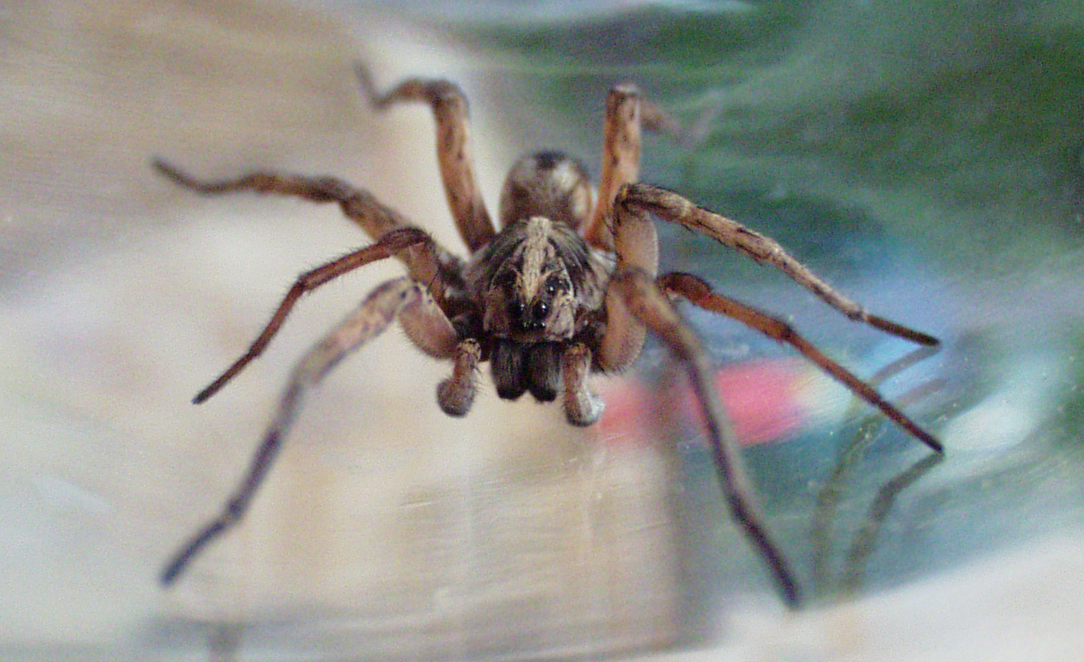
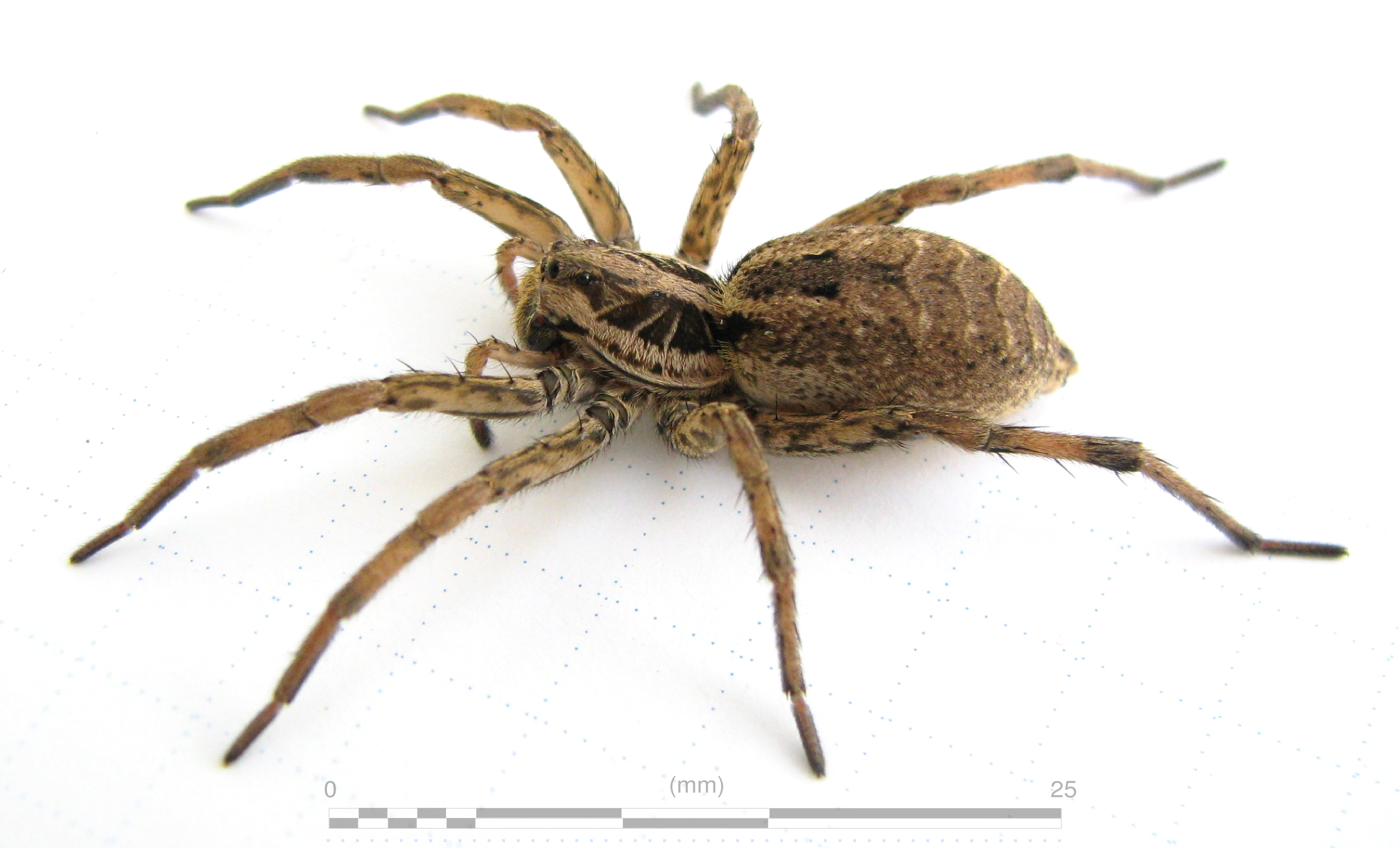
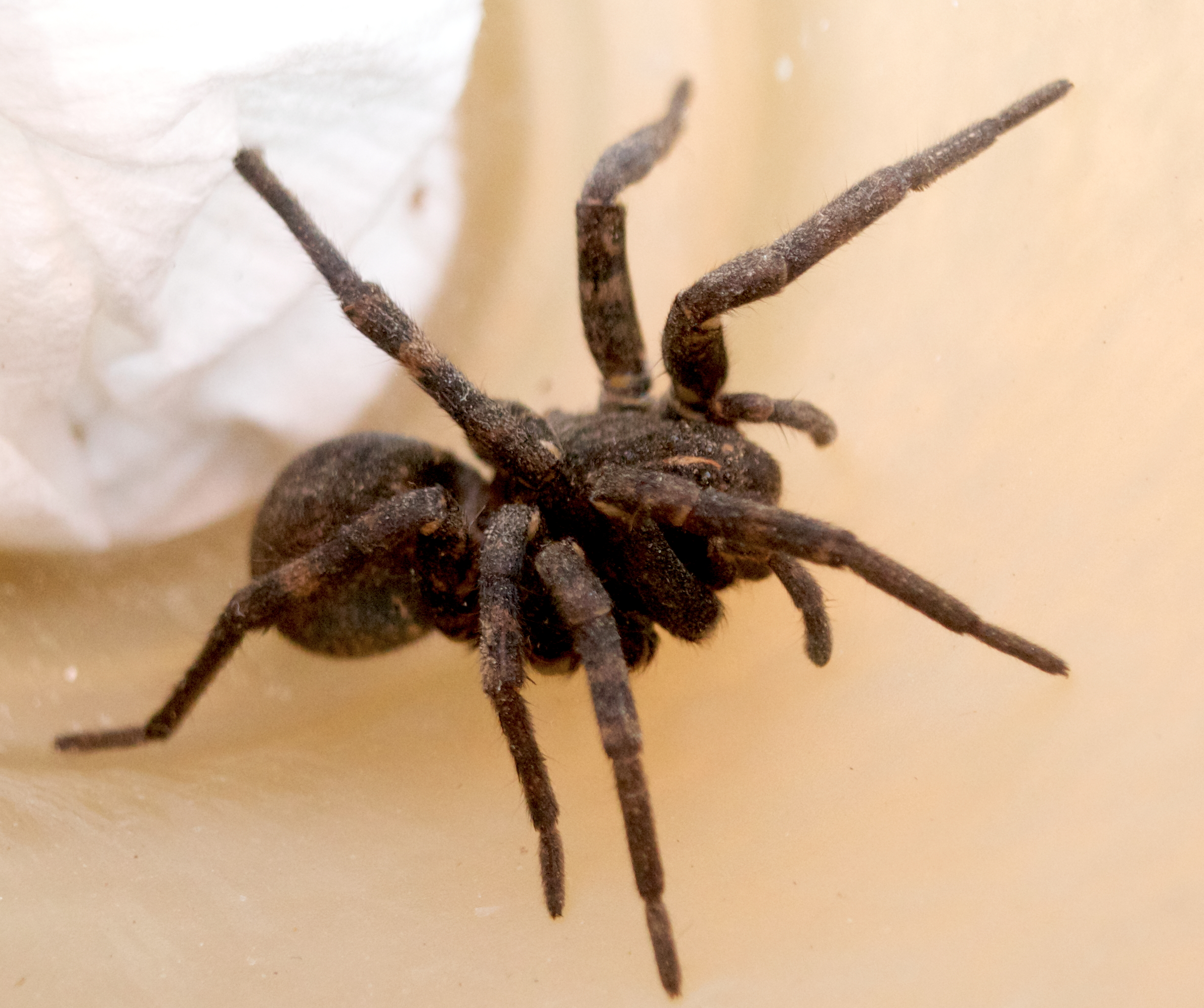
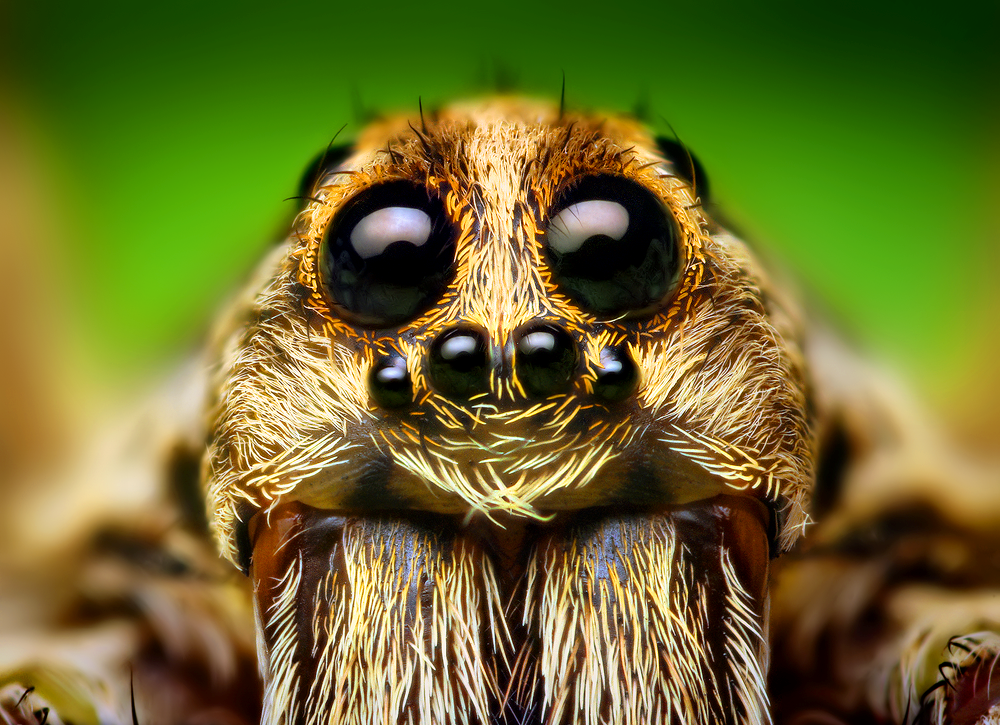